# Georg von Reicherstorffer
Georg von Reichestorffer (n. cca. 1495, Sibiu - d. cca. 1554, Prossnitz în Moravia (azi Prostějov, Republica Cehă)) a fost un umanist sas, diplomat la curtea Ungariei și pentru Ferdinand I. de Habsburg.
Reichestorffer a fost în perioada 1522 - 1525 notar la Sibiu. A lucrat la curtea lui Ferdinand I de unde a călătorit în Moldova.  
Este cunoscut pentru cele două corografii, descrieri ale călătoriilor sale, care tratează atât subiecte geografice - etnografice cât și istorice - politice.

## Lucrări
- Moldaviae quae olim Daciae pars, Chorographia, Viena ediția I 1541, republicată la Viena în 1550, la Köln (Coloniae) în 1595
- Chorographia Transylvaniae, quae Dacia olim appellata, aliarumque provinciarum et regionum succincta Descriptio et explicatio, Viennae, 1550